# Matteo Desiderato

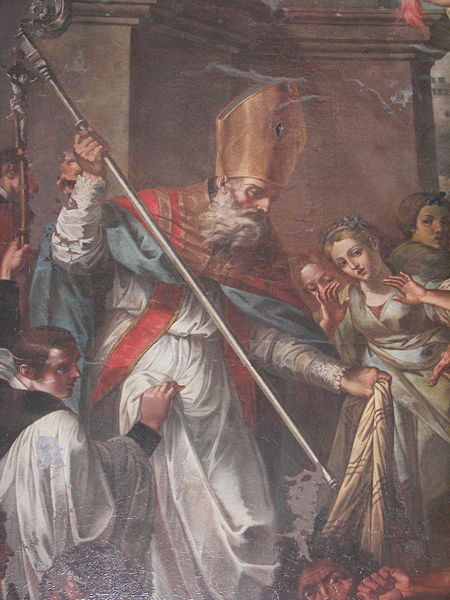
Particolare della tela San Leone Taumaturgo che sconfigge il mago Eliodoro

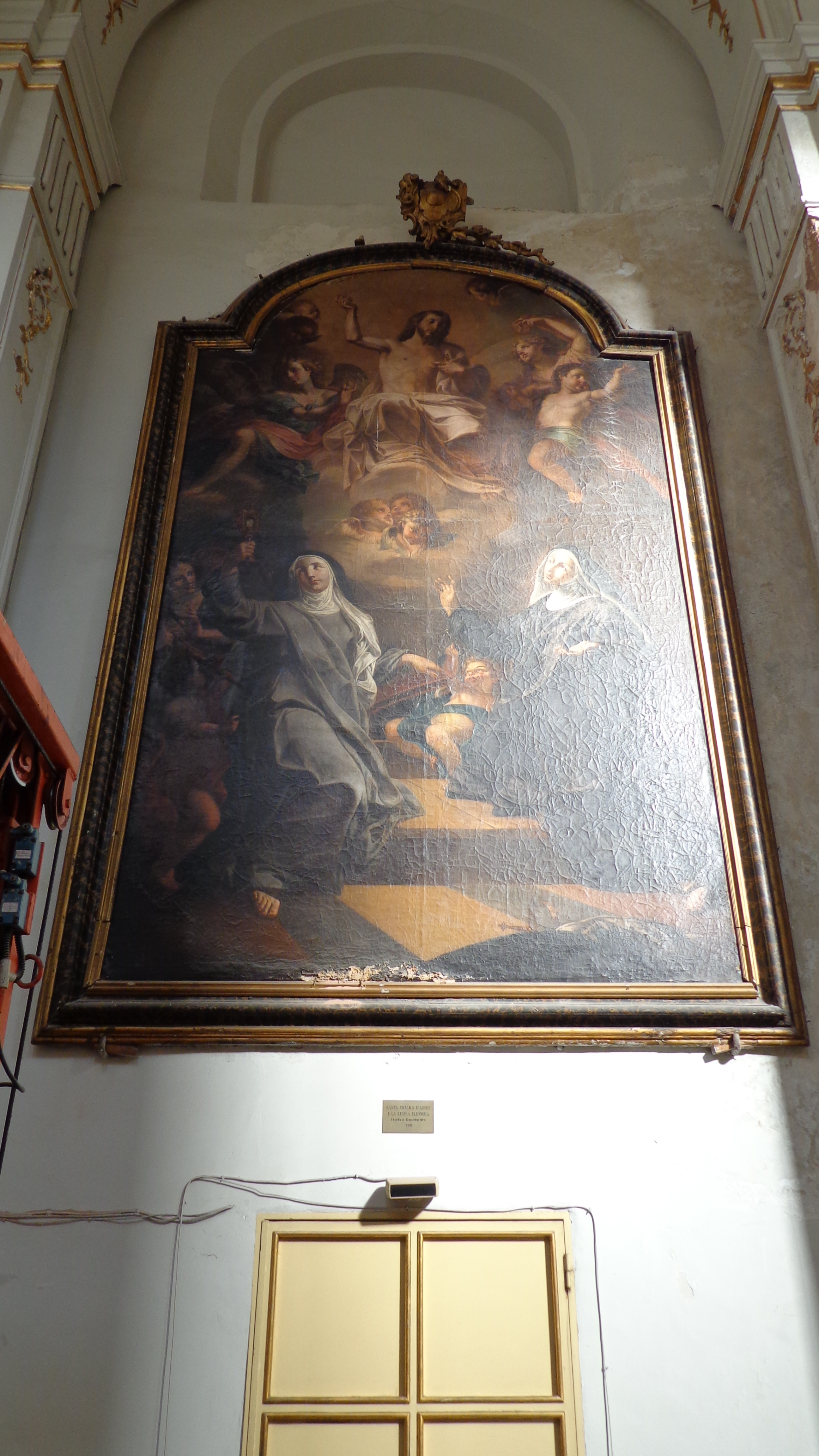
Santa Chiara d'Assisi e la Regina Eleonora d'Angiò, chiesa di San Francesco d'Assisi all'Immacolata di Catania.

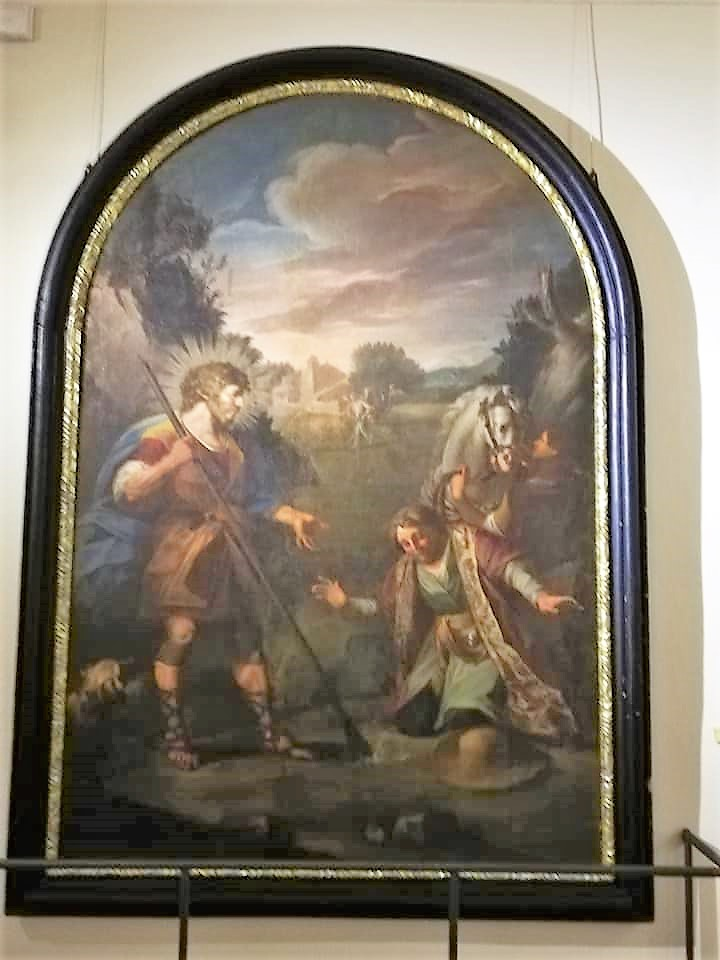
Sant'Isidoro Agricola che fa scaturire l'acqua, Museo diocesano di Catania.

Matteo Desiderato (Sciacca, 1750 o 1752 – Catania, 1827) è stato un pittore italiano, discepolo di Mariano Rossi.

## Biografia
Pochissime le informazioni sui primi anni di vita del Desiderato, le cui prime notizie lo danno a Roma presso la bottega di Mariano Rossi, anch'egli nato a Sciacca e da anni operante in quella città.
Rimase a Roma per un lungo periodo, nel corso del quale sposò una appartenente alla piccola nobiltà siciliana, dalla quale ebbe una figlia.
Lasciò quindi moglie e figlia per tornare in Sicilia, dove si stabilì a Catania, città nella quale trascorse il resto della vita e nella cui provincia si trovano ancora alcune sue opere, specialmente in chiese di Catania, Acireale e Santa Maria di Licodia.
Fu maestro di Giuseppe Gandolfo e Giuseppe Rapisardi. E ancora di Luigi Montalto e Sebastiano Lo Monaco.

## Commissioni
Acireale 
- 1794c., Ciclo di pitture su tela comprendente la Madonna del Rosario e Santi Domenicani e altre 7 pale d'altare, opere custodite nella chiesa del collegio domenicano femminile dell'Arcangelo Raffaele.
- XVIII secolo, San Pasquale Baylon, dipinto su tela, opera custodita nella cripta - ambiente museale della basilica collegiata di San Sebastiano.

 Acitrezza 
- 1790c., Madonna del Rosario tra i santi Domenico, Rosa da Lima e Gaetano da Thiene, opera custodita nella chiesa madre San Giovanni Battista.

 Catania 
- 1780, Tobiolo e l'Angelo, olio su tela, pala d'altare, opera custodita nella chiesa di San Benedetto.
- 1780 - 1782, Ciclo, affreschi per il Palazzo Biscari: Convito degli dei, Gloria della famiglia Biscari, opere realizzate in collaborazione con Sebastiano Lo Monaco.
- 1783c., Sacra Famiglia, attribuzione, opera custodita nella chiesa del Santissimo Sacramento Ritrovato.
- 1790, Sacra Famiglia, opera custodita nella basilica collegiata di Maria Santissima dell'Elemosina.
- XVIII secolo, Santa Chiara d'Assisi e la Regina Eleonora d'Angiò, dipinto custodito nella chiesa di San Francesco d'Assisi all'Immacolata.
- XVIII secolo, Sant'Isidoro Agricola che fa scaturire l'acqua, olio su tela, opera proveniente dalla chiesa di Santa Maria della Palma, custodito nel Museo diocesano.

 Riposto 
- 1821, Nostra Signora del Rosario ritratta tra San Domenico di Guzmán e Santa Caterina da Siena, olio su tela comprendente quindici quadretti raffiguranti i misteri del Rosario, opera custodita nella cappella eponima della basilica di San Pietro.

 Santa Maria di Licodia 
- XVIII secolo, San Leone vescovo di Catania e il mago Eliodoro, celebre manufatto, oggi situato presso il duomo del Santissimo Crocifisso.